# Jacint Jordana
Jacint Jordana Casajuana (Granollers, 4 de junio de 1962) es un catedrático en Ciencia Política, especialista en temas de políticas públicas comparadas con una atención especial en las políticas de regulación y sus instituciones especializadas.  

## Biografía
Nació en Granollers el día 4 de junio de 1962. En 1986 se graduó en Economía y Ciencias Políticas en la Universidad de Barcelona. En 1992 obtuvo el doctorado en Economía por la Universidad de Barcelona (Cum laude y Premio Extraordinario). Desde 2005 es profesor de Ciencias Políticas y de la Administración de la Universidad Pompeu Fabra (UPF) de Barcelona. Desde 2005 dirige el Institut Barcelona d'Estudis Internacionals. Desde 2013 dirige la iniciativa de planificación estratégica de la UPF 2016-2025. Profesor visitante en la Copenhagen Business School, Australian National University, Wissenschafts Zentrum Berlin y la Universitat de California (San Diego), entre otras. Es miembro del consejo editorial de varias revistas españolas e internacionales dedicadas a las ciencias políticas, la gestión pública, la gobernanza y la regulación.
Entre sus líneas de investigación se encuentra la acción colectiva y redes de políticas, agencias reguladoras y gobernanza de la regulación, políticas de telecomunicaciones y economía política de América Latina.

## Obras
Entre sus publicaciones se encuentran:
- Jordana, Jacint; Bianculli, Andrea C; Garcia Juanatey, Ana. 2015. International Networks as Drivers of Agency Independence: The Case of the Spanish Nuclear Safety Council. Administration and Society[4]
- Jordana, Jacint; Bianculli, Andrea C; Fernández Marín, Xavier (Eds). Accountability and Regulatory Governance. Palgrave, Kensington[5]
- Jordana, Jacint; Rosas; Guillermo. 2014. When do Autonomous Banking Regulators Promote Stability?. European Journal of Political Research, 53 (4)[6]
- Jordana, Jacint. 2014. Multiple Crisis and Policy Dismantling in Spain: Political Strategies and Distributive Implications. Political Studies Review, 12 (2)[7]
- Jordana, Jacint; Bianculli, Andrea C. 2013. The Unattainable Politics of Child Benefits Policy in Spain. Journal of European Social Policy, 23 (5)[8]
- Jordana, Jacint. 2011. The Institutional Development of Latin American Regulatory State. In D. Levi-Faur (Ed).Handbook on the Politics of Regulation. Edwar Elgar: Cheltenham
- Jordana, Jacint; Levi-Faur, David; Fernández-Marin, Xavier. 2011. The Global Diffusion of Regulatory Agencies.Comparative Political Studies, 44 (10)
- Jordana, Jacint; Ramió, Carles. 2010. Delegation, Presidential Regimes and Latin American Regulatory Agencies.Journal of Politics in Latin America, 2 (1)